# Distrito histórico de Graniteville
El Distrito histórico de Graniteville es un distrito histórico ubicado en Graniteville, Carolina del Sur, Estados Unidos.

## Historia
Abarca una de las primeras ciudades con empresas textiles que se establecieron en el sur de Estados Unidos. Construido a finales de la década de 1840 por William Gregg cerca de Aiken, Carolina del Sur, y ahora conocido como Graniteville, siguió el modelo de las ciudades industriales de la Nueva Inglaterra. Gregg utilizó el éxito de esta empresa para abogar por la industrialización del Sur, sentando las bases para su eventual dominio de la industria textil estadounidense. El distrito, que incluye el canal original, el edificio del molino, las viviendas de los trabajadores del molino y una iglesia de época, fue inscrito en el Registro Nacional de Lugares Históricos en 1978.